# Condado de Tazewell (Virginia)
El condado de Tazewell es un condado estadounidense, situado en el estado de Virginia. Según el censo de los Estados Unidos del 2000, la población es de 44 598 habitantes. La cabecera del condado es Tazewell. 

## Geografía
Según la Oficina del Censo de los Estados Unidos, el condado tiene un área total de 1,704 km² (658 millas²). De éstas 1,346 km² (520 mi²) son de tierra y 0 km² (0 mi²) son de agua. 

### Condados adyacentes
- Condado de McDowell (Virginia Occidental) - norte y oeste
- Condado de Mercer (Virginia Occidental) - noreste
- Condado de Buchanan (Virginia) - noroeste
- Condado de Russell (Virginia) - oeste
- Condado de Smyth (Virginia) - sur
- Condado de Bland (Virginia) - este

## Historia
El Condado de Tazewell se separó de los condados de Russell y Wythe e1 20 de diciembre de 1799, su nombre es en honor de Littleton Waller Tazewell, senador y gobernador de Virginia en 1834.

## Demografía
Según el censo del año 2000, hay 44,598 personas, 18,277 cabezas de familia, y 13,232 familias que residen en el condado. La densidad de población es de 15 hab/km² (39 hab/mi²). La composición racial tiene:
- 95.65 % Blancos (no hispanos)
- 0.51 % Hispanos (todos los tipos)
- 2.29 % Negros o Negros Americanos (no hispanos)
- 0.16 % Otras razas (no hispanos)
- 0.61% Asiáticos (no hispanos)
- 0.62 % Mestizos (no hispanos)
- 0.17 % Nativos Americanos (no hispanos)
- 0.01 % Isleños (no hispanos)

Hay 18 277 cabezas de familia, de los cuales el 28.70 % tienen menores de 18 años viviendo con ellos, el 58.20 % son parejas casadas viviendo juntas, el 10.80 % son mujeres que forman una familia monoparental (sin cónyuge), y 27.60% no son familias. El tamaño promedio de una familia es de 2.85 miembros.
En el condado el 21.40% de la población tiene menos de 18 años, el 8.40% tiene de 18 a 24 años, el 27.20% tiene de 25 a 44, el 27.50% de 45 a 64, y el 15.50% son mayores de 65 años. La edad media es de 41 años. Por cada 100 mujeres hay 92 hombres. Por cada 100 mujeres mayores de 18 años hay 88.7 hombres.
Tabla de la evolución demográfica:
|       | 1900  | 1910  | 1920  | 1930  | 1940  | 1950  | 1960  | 1970  | 1980  | 1990  | 2000  |
| ----- | ----- | ----- | ----- | ----- | ----- | ----- | ----- | ----- | ----- | ----- | ----- |
| TOTAL | 23384 | 24946 | 27840 | 32477 | 41607 | 47512 | 51185 | 44791 | 39816 | 50511 | 44598 |

## Economía
Los ingresos medios de un cabeza de familia el condado es de $27,304 y el ingreso medio familiar es $33,732. Los hombres tienen unos ingresos medios de $28,780 frente a $19,648 de las mujeres. El ingreso per cápita del condado es de $15,282. El 15.30% de la población y el 11.70% de las familias están debajo de la línea de pobreza. Del total de gente en esta situación, 20.30% tienen menos de 18 y el 13.90% tienen 65 años o más.

## Ciudades y pueblos
| - Bluefield - Cedar Bluff - Pocahontas - Richlands - Tazewell |

### No incorporados
| - Baptist Valley - Bishop - Boissievain - Burkes Garden - Claypool Hill | - Frog Level - Hidden Valley - Jewell Ridge - Liberty - North Tazewell | - Paintlick - Pisgah - Pounding Mill - Raven - Tannersville | - Tip Top - Thompson Valley - Wardell |

## Sitios de interés
| - Parque Bluefield City - Parque Bowen Field - Mina Field-Scott - Mina Pocahontas - Valle Abbs | - Valle Baldwin - Valle Baptist - Beartown Wilderness - Cedar Bluff |